# Имена (медиаплатформа)
«Имена» — белорусская благотворительная медиаплатформа для решения социальных проблем в Беларуси. Создавала и запускала социальные проекты с помощью пожертвований через краудфандинг. В 2016 году на русскоязычном пространстве было всего два медиапродукта, сочетающих журналистику и фандрайзинг — «Такие дела» (Россия) и «Имена» (Беларусь).
С 2016 по 2021 год платформа собрала около 3 000 000 $ для помощи: людям за чертой бедности; детям-жертвам жестокого обращения со стороны родителей; домам для онкобольных; неизлечимо больным взрослым и детям; приютам для жертв домашнего насилия; пожилым людям, не имеющим ухода на дому; поисковым отрядам; выпускникам детских домов; образовательным проектам в детских приютах и многим другим.
Организация собирала деньги на работу НКО, помогающим людям с одинаковой проблемой (социальные няни для ухода за детьми-сиротами, попавшими в больницу; патронажные сёстры для ухода за пожилыми или другими тяжелобольными в Минске и регионах и т. д.).
С 2016 по 2021 год платформа получила более 200 000 платежей, профинансировала около 40 социальных проектов, помощь получили около 50 000 человек.
В 2019-м году «Имена» заявили о планах зарегистрировать фонд-акселератор.
В июле 2021-го платформа де-факто была ликвидирована белорусским режимом — вследствие преследования гражданского общества после выборов президента в августе 2020-го года. По состоянию на 2023 год организация находилась в стадии ликвидации.

## История
Проект начинался как медиа. Онлайн-журнал «Имена» рассказывал о социальных проблемах через истории конкретных людей из разных городов и деревень Беларуси, и предлагал сделать пожертвование.
Медиаплатформа запустились внутри работавшей в 2016-м году в Беларуси краудфандинговой платформы Талака.
Белорусский государственный телеканал ОНТ назвал медиаплатформу «новым способом решать социальные проблемы», был сделан акцент на прозрачной отчётности в отличие от многих благотворительных организаций.
25 сентября 2017-го года произошла перерегистрация, был изменён профиль организации «ИменаМедиа»: с «информационной поддержки социально незащищенных слоев населения» на «поддержку инфраструктурных общественно значимых проектов». Публично проект стал позиционировать себя не журналом, а платформой, включающей онлайн-журнал и проектный отдел (фонд).
С 2018 года главный редактор: Денис Блищ.

## Журнал
Онлайн-журнал «Имена» был создан 11 апреля 2016 года белорусской журналисткой Катериной Синюк, до этого работавшей на независимом белорусском портале TUT.BY.
Журнал писал об уязвимых группах населения и социальных проектах, а потом стал краудфандинговой площадкой.
В 2016-м журнал собрал на краудфандинге рекордную сумму в 21 000 $, став первым независимым изданием в Беларуси, полностью финансируемым читателями. Впоследствии финансирование расширилось за счёт краудфандинга от физлиц и бизнеса.
Журнал привлекал внимание государства к социальным проблемам. Так, в 2016-м году запустили краудфандинговую кампанию в поддержку детей с психофизическими особенностями в государственном интернате, чем привлекли внимание госорганов к проблеме. В результате этого госорганы провели расследование в десяти государственных учреждениях длительного ухода, в итоге выделив дополнительное финансирование и пересмотрев свою политику в области здравоохранения.

## Проекты
- «Няня вместо мамы»
- «Патронажная служба в регионах»
- «Домики для детей с онкологией»
- «Выездная служба Белорусского детского хосписа»
- Поисково-спасательный отряд «Ангел»
- «Убежище для женщин и детей, пострадавших от домашнего насилия»[3][4][21]

Платформа запускала проекты, решающие, в том числе, срочные проблемы:
- во время пандемии COVID-19 (проекты для социальных работников, медиков, учителей[22][23];
- запуск Центра медицинской помощи (оплата лечения и реабилитации раненым в ходе Протестов в Белоруссии (2020—2021)[4][24][25]
- проект «Питание — жизнь» (разовая закупка энтерального питания для детей в государственном психоневрологическом интернате Минска), по результатам которого последующая проверка Генеральной прокуратуры Беларуси выявила нарушение норм питания детей в десяти интернатах страны[4][20][26].

Материалы на эту тему опубликовала The Guardian и другие мировые СМИ: The Sun, Euronews , Daily Mail и другие, распространившие проблему с положением детей-инвалидов в интернатах на другие постсоветские страны .
В апреле 2023 года BBC сообщила, что из-за ликвидации платформы пострадали проекты, которые платформа финансировала. Так, был приостановлен один из первых и наиболее финансово успешных проектов «Няня вместо мамы»(за пять лет было собрано более 600 000 белорусских рублей, ~ 87 000$; с одной няни в одной больнице проект расширился до 21 няни в 19 больницах 18 городов: в Минске, всех областных городах и многих районных центрах). Сейчас он заработал снова, но уже не так масштабно. По всей стране остались работать только шесть нянь.

## Интерактивные акции
10 художников на протяжении шести месяцев работали с героями журнала, представителями местных сообществ, государственными и частными институциями, экспертами, журналистами. Выставка прошла в трех городах — Минске, Витебске и Бресте. Её посетили около 4 000 человек.
На выставке художники через инсталляции привлекали внимание к проблемам:
- парализованных людей
- женщин, переживших домашнее насилие
- изоляции людей с аутизмом и другим.

В 2019 году была проведена фандрайзинговая акция #Безконфет для сборов на работу Центра помощи детям-сиротам «Нити дружбы» — проекта, где готовят наставников, помогающих адаптироваться детям из детских домов ко взрослой жизни.

## COVID-19
С начала пандемии COVID-19 была запущена совместная инициатива #BYCOVID19.
Участники инициативы: фандрайзинговая платформа быстрого сбора средств MolaMola, активисты Андрей Стрижак, Андрей Ткачёв, клуб технического творчества Хакерспейс. Общая сумма сбора — больше 360 000 $, на которые закупили 450 000 единиц средств индивидуальной защиты для медиков Беларуси.
«Имена» участвовали в доставке в Беларусь крупной партии респираторов в то время, когда их количество на мировом рынке было в дефиците. Кроме помощи медикам, платформа запускала проекты в поддержку пожилых людей, учителей и соцработников и организовывала сбор средств на них. На пожертвования платформа закупала средства индивидуальной защиты.
30 марта 2020 года Белорусское Общество Красного Креста при поддержке платформы запустило телефонную линию 201, на которую могли позвонить одинокие пожилые люди, находящиеся в изоляции.

## Финансирование, структура платформы
Платформа финансировалась читателями, попечителям-физлицами, а также бизнесом.
До мая 2018-го года платформа на свою работу использовала только средства, которые целенаправленно редакции собирали читатели. А деньги на проекты шли напрямую на электронные кошельки самих проектов, минуя счета «Имен». С мая 2018-го года, после перехода на систему интернет-эквайринга, платформа стала аккумулировать пожертвования проектов на своих счетах.
Также с мая 2018-го года на оплату ИТ-услуг (на аутсорсе) и расходы на работу организации стали взиматься 10 % с пожертвований в белорусских рублях, отправляемых пользователями на проекты.
В попечительский совет платформы вошли представители бизнеса из Беларуси. Среди них создатели приложения MSQRD Сергей Гончар и Евгений Невгень, IT-предприниматель Юрий Мельничек, сооснователь EPAM Леонид Лознер и многие другие. Впоследствии поддерживать проект стали другие публичные люди — предприниматель Олег Хусаенов, группа NaviBand и другие.
Запуск иностранных пожертвований, из-за сложности законодательства и недостатка ресурсов на регистрацию иностранных платежей, до 2018 года был ограничен. В 2018-м году платформа прошла сертификацию международной компании Benevity, аккумулирующей за рубежом пожертвования сотрудников мировых корпораций. Через неё деньги на работу платформы и проектов стали собирать сотрудники крупных мировых компаний — таких, как Google, Apple, Microsoft, Twitter, Adobe и другие.

## Признание
В 2016-м году «Имена» получили премию Правозащитного центра «Весна» за «Инициативу года». Журналисты «Имен» неоднократно становились лауреатами и победителями журналистских конкурсов Белорусской ассоциацией журналистов.
О платформе снимали сюжеты и писали не только белорусские, но и международные издания, такие, как BBC, The Guardian, Daily Mail, The Sun, DW, Euronews и другие.
Незадолго до ликвидации платформы попечители платформы выступили с публичным призывом к властям не вредить «Именам» и позволить работать, назвав платформу «национальным достоянием»:

«Деятельность „Имен“ объединила вокруг себя тысячи людей, которые стремятся помочь социально незащищенным группам населения в нашей стране. Проект „Имена“ никогда не был вовлечен в политику, его деятельность всегда преследовала только гуманитарные цели. Мы считаем, что проект „Имена“ — это наше национальное достояние. В продолжении работы проекта заинтересованы все белорусы вне зависимости от их политических взглядов»

## Критика/Резонансные события
В январе 2019-го утверждалось, что из 994 000 рублей, собранных за время существования проекта, 570 000 пошли на деятельность редакции и что 13 000 рублей «вообще куда-то пропали». Платформа опровергла обвинение публично.
После публикации в ноябре 2016-го года журналистского расследования о нехватке лечебного питания для детей в психоневрологическом интернате было заявлено, что факты, изложенные в статье, не соответствуют действительности. При этом директор интерната был уволен, затем по соглашению сторон уволился доктор, который сообщил журналистам «Имен» о проблеме. Минский интернат также посетила вице-премьер (на тот момент) Наталья Кочанова. Впоследствии проблему неправильного питания Генеральная прокуратура Беларуси выявила в десяти подобных интернатах по всей стране, а государство пересмотрело политику здравоохранения в отношении этой категории детей.

## Ликвидация
В июле 2021-го года в Беларуси произошла серия обысков в некоммерческих организациях — в результате репрессий в отношении всего гражданского общества после выборов президента в августе 2020 года. Тогда в отношении десятков некоммерческих организаций Беларуси стали возбуждать уголовные дела.
14 июля 2021 года в офисе «Имен», а также дома у учредителя Катерины Синюк и исполнительного директора платформы Катерины Сергеевой прошли обыски. Основания для обыска, а также статус организации и руководящих лиц неизвестны из-за подписки о неразглашении. Вся документация была изъята. Счета организации заблокировал Следственный комитет Беларуси. На счетах остались замороженными пожертвования для проектов в размере 1 368 616 белорусских рублей (~ $545 265).
22 июля 2021 года стало известно, что Минский городской исполнительный комитет принял решение о ликвидации платформы «Имена» во внесудебном порядке — за «неуставную деятельность».
Часть проектов, которые поддерживали «Имена», закрылись или значительно сократили объёмы помощи. Организация находится в стадии ликвидации.